# Cultura di Sesklo
La cultura di Sesklo (6850 a.C.-4400 a.C.) fu la prima cultura neolitica d'Europa, che si estendeva nella Tessaglia e in alcune parti della Macedonia (Grecia). Le ricerche nel sito di Sesklo, da cui la cultura prende il nome, collocano lo sviluppo di questa civiltà a partire dal 6850 a.C. circa. I primi insediamenti, anteriori al VI millennio a.C., sono noti come proto-Sesklo (gruppo principale) e pre-Sesklo (gruppi secondari con caratteristiche differenziate) e mostrano un'agricoltura avanzata e un uso molto precoce della ceramica.

## Storia
La cultura di Sesklo è cruciale per l'espansione della rivoluzione neolitica in Europa. Gli scavi suggeriscono che questa cultura influenzò altre culture della penisola balcanica come la Cultura di Karanovo I-II e la cultura di Starčevo-Körös che sembrano avere avuto origine da essa; sarà da queste culture balcaniche che si originerà l'importante corrente neolitica danubiana della Cultura della ceramica lineare. Inoltre, si ritiene che gli insediamenti differenziati di pre-Sesklo possano essere, almeno in parte, responsabili dell'origine del neolitico mediterraneo (Cultura della ceramica cardiale). Quindi si può dire che, con alcune eccezioni geograficamente isolate, il Neolitico europeo sembra provenire da qui, da Sesklo in Tessaglia.
La "teoria dell'invasione", afferma che la cultura di Sesklo, durata più di un millennio, ossia fino al 5000 a.C., fu violentemente conquistata da genti di cultura Dimini. La cultura Dimini in questa teoria è considerata diversa da quella che si trova a Sesklo. Tuttavia, il professor Ioannis Lyritzis offre un'ipotesi diversa sulla fine dei "Seskloiani". Insieme a R. Galloway, confrontò materiali ceramici sia di Sesklo che di Dimini utilizzando metodi di datazione a termoluminescenza. Grazie a questi nuovi studi scoprì che gli abitanti dell'insediamento in Dimini comparvero intorno 4800 a.C., quattro secoli prima della scomparsa della civiltà di Sesklo (4400 a.C. circa). Lyritzis concluse che i "Seskloiani" e "Diminiani" coesistettero per un certo periodo di tempo.

## Insediamenti
Le genti di Sesklo costruivano i loro villaggi sulle colline nei pressi delle vallate fertili dove coltivavano il grano e l'orzo, e pascolavano il bestiame, principalmente pecore e capre, ma anche mucche, maiali e cani. 
Le loro case erano piccole, con una o due camere, costruite, nel primo periodo, in legno o mattoni crudi. Più tardi la tecnica di costruzione diventò più omogenea e tutte le case risultano costruite in mattoni cotti con fondazioni in pietra. Nel VI millennio a.C. furono edificate le prime case con due livelli e si nota un chiaro tentativo di organizzazione urbanistica.

## Allevamento
I dati disponibili indicano inoltre che l'addomesticamento del bestiame ha avuto origine in Grecia presso Argissa Magoula già nel 6300 a.C., durante il Neolitico pre-ceramico. Ciò indica che anche l'addomesticamento dei bovini è indigeno sul continente greco.

## Cultura materiale
Sulla base dell'evoluzione delle tecniche decorative delle ceramiche, si ipotizza che la Cultura della ceramica cardiale sia antecedente alla Cultura di Sesklo, in quanto le decorazioni dipinte caratteristiche della seconda cultura sarebbero più evolute di quelle impresse della prima, e che tra le culture che utilizzavano decorazioni dipinte, quella di Sesklo sarebbe la più semplice (bicolore), e quindi la più antica, seguita da quella di Dimini (tricromica), e da quella di Rachmani  (la più recente), caratterizzata da decorazioni incrostate o verniciate.

### Ceramiche

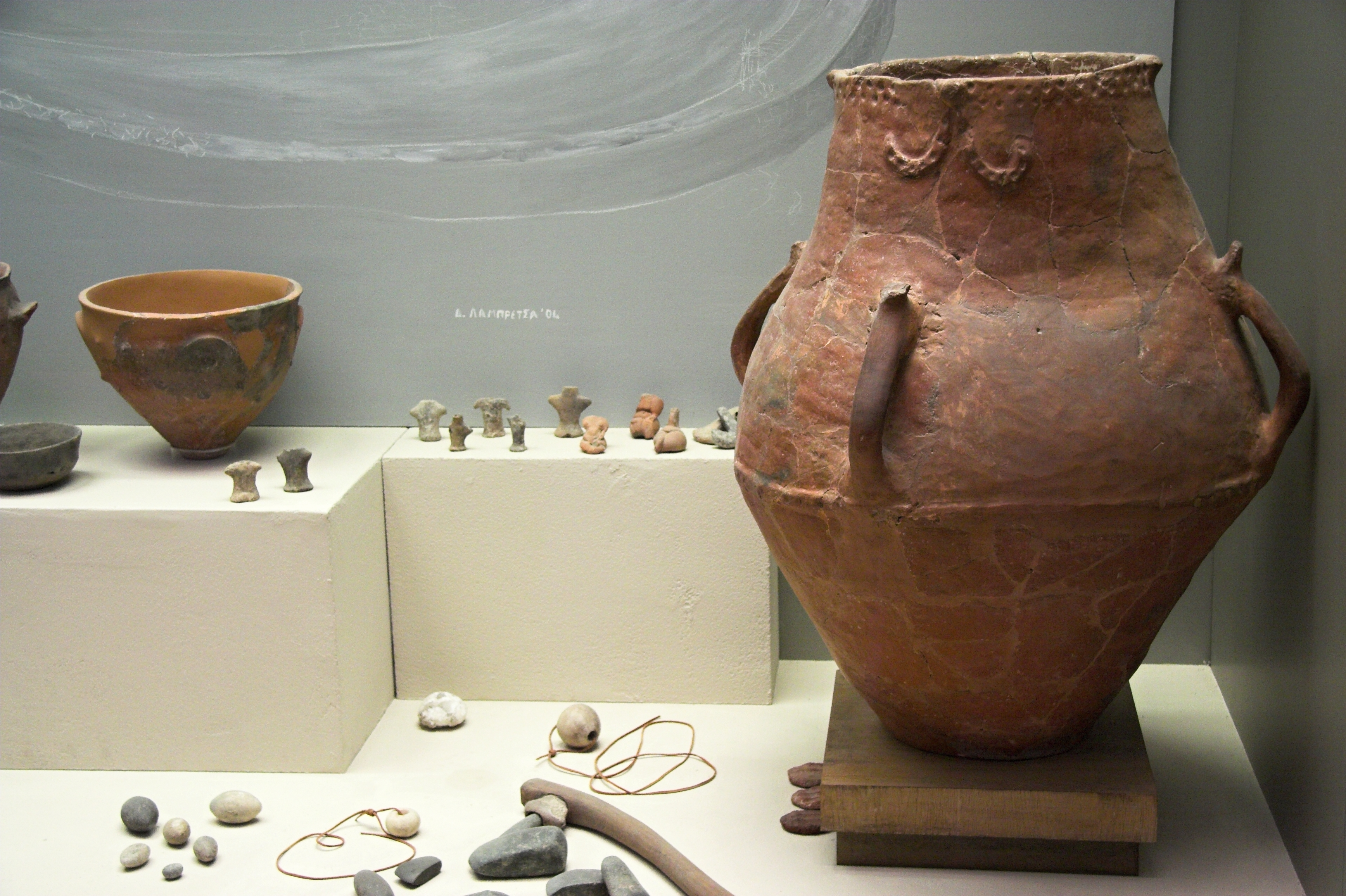
Ceramiche

Le ceramiche caratterizzanti questa facies culturale sono interamente dipinte di rosso, oppure sono decorate con motivi geometrici rossi o bianchi, rispettivamente su fondo bianco o rosso. 
Nei livelli più bassi di proto-Sesklo mancano le ceramiche, ma la gente di Sesklo presto sviluppò finissime terrecotte smaltate (tazze e ciotole) decorate con motivi geometrici dipinti in colore rosso e marrone. Ceramiche di questo stile 'classico' Sesklo furono utilizzate anche in Macedonia occidentale come a Servia.
Ci sono molte somiglianze tra le ceramiche dell'Asia Minore e la ceramica del neolitico antico greco, ma queste somiglianze sembrano esistere tra tutti i primi tipi di ceramiche del Vicino Oriente. Il repertorio delle forme non è molto diverso, ma i vasi dell'Asia Minore sono più profondi rispetto ai loro omologhi della Tessaglia. Ciotole basse e leggermente aperte sono caratteristiche della cultura Sesklo ma assenti negli insediamenti dell'Anatolia.
Le rare ceramiche del livello XII al XI, a Catal Huyuk assomigliano molto in forma alla ceramica grossolana del Neolitico antico I di Sesklo, ma la pasta è ben diversa, con un temperamento in parte vegetale. Questa ceramica è contemporanea e non precedente a quella della Tessaglia. Nel complesso, i dati raccolti sugli artefatti depongono in favore di uno sviluppo indigeno ampiamente indipendente degli insediamenti neolitici greci rispetto all'Anatolia.

### Statuette

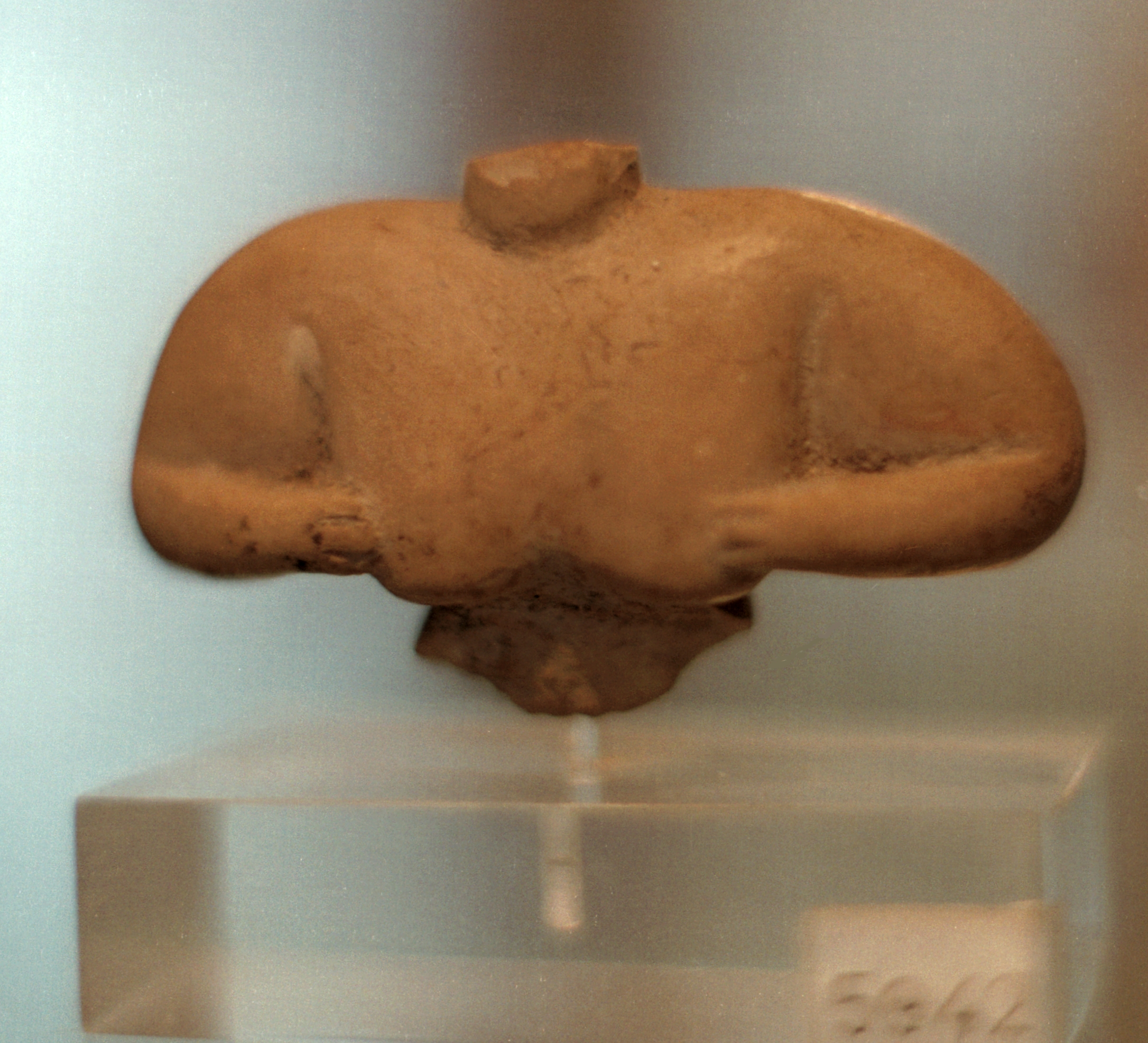
Frammento di statuetta

Una caratteristica importante di questa cultura è l'abbondanza di statuette di donne, spesso in stato di gravidanza, probabilmente legate all'ipotizzato culto della fertilità preistorico. Queste sculture sono presenti in tutta l'area balcanica e in gran parte dei siti danubiani neolitici, anche se non possono essere considerati esclusiva di questa zona. Marija Gimbutas menziona una maschera di gorgone della cultura Sesklo.